# Botanična nomenklatura
Botanična nomenklatura je formalno, znanstveno poimenovanje rastlin. Povezana je s taksonomijo, vendar se od nje razlikuje. Taksonomija rastlin se ukvarja z združevanjem in razvrščanjem rastlin; botanična nomenklatura pa zagotavlja imena za rezultate tega procesa. Izhodišče sodobne botanične nomenklature je Linnéjeva Species Plantarum iz leta 1753. Botanično nomenklaturo ureja Mednarodni kodeks nomenklature za alge, glive in rastline (ICN), ki nadomešča Mednarodni kodeks botanične nomenklature (ICBN). Nomenklaturni kodeks zajema tudi fosilne rastline.
V okviru pravil, ki jih določa ta kodeks, obstaja še en sklop pravil, Mednarodni kodeks nomenklature za gojene rastline (ICNCP), ki velja za kultivarje rastlin, ki jih je človek namerno spremenil ali izbral (glej kultigen).
Botanična nomenklatura je neodvisna od drugih sistemov nomenklature, na primer zoološke nomenklature. To pomeni, da imajo lahko živali enaka znanstvena imena kot rastline (npr. obstaja rod Iris pri rastlinah in rod Iris pri živalih).

## Zgodovina in obseg
Botanična nomenklatura ima dolgo zgodovino, ki sega pred obdobje, ko je bila latinščina znanstveni jezik po vsej Evropi, do Teofrasta (okoli 370–287 pr. n. št.), Dioskorida (okoli 40–90 n. št.) in drugih grških piscev. Mnoga izmed teh del so prišla k nam v latinskih prevodih. Glavni latinski pisec o botaniki je bil Plinij starejši (23–79 n. št.). Od srednjega veka je latinščina postala univerzalni znanstveni jezik (lingua franca) v Evropi. Večina pisnega znanja o rastlinah je bila v lasti menihov, zlasti benediktinskih, in namen teh zgodnjih zeliščarjev je bil predvsem medicinski in ne toliko botanična znanost sama po sebi. Za širšo dostopnost takih informacij je bilo potrebno izumiti tiskarski stroj (1450).
Leonhart Fuchs, nemški zdravnik in botanik, je pogosto označen kot začetnik uporabe latinskih imen za hitro naraščajoče število rastlin, ki jih znanost pozna. Na primer, skoval je ime Digitalis v svoji De Historia Stirpium Commentarii Insignes (1542).
Ključni dogodek je bil Linnéjev zapis dvočlenskega poimenovanja za rastlinske vrste v delu Species Plantarum (1753).
V devetnajstem stoletju je postalo vse bolj jasno, da so potrebna pravila za urejanje znanstvene nomenklature. Sprejeli so iniciativo za izpopolnitev sistema zakonov, ki jih je začel Linnaeus. Ta pravila so bila objavljena v vse bolj izpopolnjenih izdajah. Za rastline sta ključna datuma 1867 (lois de Candolle) in 1906 (Mednarodna pravila botanične nomenklature, "Dunajska pravila"). Najnovejši je Šenženski kodeks sprejet leta 2018.
Razmejili so tudi koncepta 'rastlina'. Postopoma se vedno več skupin organizmov prepoznava kot neodvisnih od rastlin. Kljub temu uradna imena večine teh organizmov še danes ureja (ICN). Nekateri protisti, ki bi jihh težko umestili med rastline ali živali, so obravnavani v skladu z enim ali obema ICN in ICZN. Za urejanje nomenklature bakterij je bil sprejet ločen kodeks, Mednarodni kodeks nomenklature bakterij.

## Odnos do taksonomije
Botanična nomenklatura je tesno povezana s taksonomijo rastlin, vendar je kljub temu ločena od taksonomije rastlin. Botanična nomenklatura je zgolj skupek pravil, ki predpisujejo, katero ime velja za določen takson in ali se lahko (ali mora) skovati novo ime.
Taksonomija rastlin je empirična znanost, znanost, ki določa, kaj sestavlja določen takson (taksonomska skupina, množina: taksoni): npr. "Katere rastline pripadajo tej vrsti?" in "Katere vrste spadajo v ta rod?". Določitev meja taksona se imenuje njegov "obseg". Če se za določen takson dva taksonoma popolnoma strinjata glede njegovega obsega, ranga in položaja (tj. višjega ranga, v katerega je vključen), potem obstaja samo eno ime, ki se lahko uporablja po ICN. Če se mnenja razlikujejo, se lahko ena in ista rastlina uvrsti v taksone z različnimi imeni. Kot primer si oglejte Siehejev Glory-of-the-Snow, Chionodoxa siehei:
- Taksonomi se lahko razhajajo v mnenju, ali sta dve skupini rastlin dovolj različni, da se uvrstita v eno vrsto ali ne. Tako so nekateri taksonomi obravnavali Chionodoxa siehei in Chionodoxa forbesii kot eno vrsto, drugi pa kot dve različni vrsti.[6] Če se obravnava kot ena vrsta, je treba uporabiti prej objavljeno ime,[7] tako da rastline, ki so se prej imenovale Chionodoxa siehei, postanejo Chionodoxa forbesii.
- Taksonomi se lahko razhajajo tudi glede vprašanja, ali sta dva roda dovolj različna, da ostajata ločena. Čeprav se strinjajo, da je rod Chionodoxa tesno povezan z rodom Scilla, kljub temu strokovnjak za čebulnice Brian Mathew meni, da njihove razlike upravičujejo ohranitev ločenih rodov.[6] Drugi se ne strinjajo in bi Chionodoxa siehei imenovali Scilla siehei. Ko se rodu združijo, je treba uporabiti najstarejše objavljeno ime rodu;[7] v tem primeru je bila Scilla objavljena prej in se uporablja (ne Chionodoxa).
- Taksonomi se lahko tudi razhajajo glede meja družin. Ko je Skupina za filogenijo kritosemenk (APG) leta 1998 prvič objavila svojo klasifikacijo cvetočih rastlin, bi bila Chionodoxa siehei uvrščena v družino Hyacinthaceae. [8] V reviziji njihove klasifikacije iz leta 2009 APG ne priznava več Hyacinthaceae kot ločeno družino, ampak jo je združila v močno razširjeno družino Asparagaceae.[9] Tako je Chionodoxa siehei prešla iz Hyacinthaceae v Asparagaceae.
- Taksonomi se lahko razhajajo tudi glede ranga taksona. Namesto da bi dovolili, da Hyacinthaceae popolnoma izginejo, so Chase in drugi predlagali, da se obravnava kot poddružina znotraj Asparagaceae.[10] ICN zahteva, da se imena družin končajo z "-aceae", imena poddružin pa z "-oideae".[11] Tako bi bilo možno ime za Hyacinthoideae, če bi jih obravnavali kot poddružino, "Hyacinthoideae". Vendar je bilo ime Scilloideae že objavljeno leta 1835 kot ime za poddružino, ki vsebuje rod Scilla, zato ima to ime prednost in ga je treba uporabiti.[10] Za tiste taksonome, ki sprejemajo sistem APG iz leta 2009, lahko Chionodoxa siehei uvrstiijo v poddružino Scilloideae družine Asparagaceae. Vendar lahko ta taksonom še naprej trdi, da je treba Hyacinthaceae ohraniti kot ločeno družino od drugih družin, ki so bile združene v Asparagaceae.

Zatorej, če ima rastlina različna imena ali je uvrščena v različno imenovane taksone:
- Če je zmeda povsem nomenklaturna, tj, da se nanaša na to, kako poimenovati takson, ki ima enak obseg, rang in položaj, potem ICN zagotavlja pravila za razrešitev razlik, običajno s predpisom, da je treba uporabiti najstarejše objavljeno ime, čeprav se lahko imena ohranijo.
- Če je zmeda taksonomska, tj. da se taksonomi razhajajo v mnenju o obsegu, rangu ali položaju taksonov, potem lahko le dodatne znanstvene raziskave razrešijo razlike, in to tudi le včasih.

## Sprejeta imena
Različne botanične zbirke podatkov, kot sta Plants of the World Online in World Flora Online, odločajo o tem, ali je ime sprejeto, npr. o sprejete vrste. Če ime ni sprejeto, je to morda zato, ker je ime sinonim za že sprejeto ime in je kot tako navedeno. Drug izraz je dvoumen za označevanje imena, ki ni sprejeto, ker njegovega ločenega obstoja ni mogoče zanesljivo ugotoviti. Na primer primerki, ki so poškodovani, nezreli ali pa potrebne informacije ali strokovno znanje niso na voljo. To lahko vodi do preobilja, več objavljenih imen za isto entiteto.
Sprejeta imena so načeloma stabilna, vendar se lahko spremenijo zaradi taksonomskih razlogov, na primer če raziskave pokažejo, da neka vrsta ne spada v prvotno dodeljeni rod, ali pa tudi nomenklaturnih. Slednja preimenovanja se zgodijo zaradi uporabe pravil ICN, denimo če naknaden pregled literature odkrije starejši opis vrste kot je bil prej najstarejši znan. Leta 2024 so udeleženci Mednarodnega botaničnega kongresa prvič v zgodovini izglasovali spremembo iz kulturnih razlogov; tako so se odločili za preimenovanje približno 300 vrst rastlin, ki v znanstvenem imenu vsebujejo besedo caffra in njene izpeljanke, saj gre za rasistično žaljivko iz obdobja apartheida. Poseg ni predvidel drugih preimenovanj obstoječih imen, ustanovljen je bil le komite, ki bo preprečeval nova žaljiva poimenovanja.

### Splošno
- Znanstvena klasifikacija
- Binomska nomenklatura
- Nomenklaturne oznake

### Botanika
- Botanično ime
- Mednarodni kodeks nomenklature za alge, glive in rastline
  - Pravilno ime (botanika)
  - Citiranje avtorja (botanika)
  - Ime hibrida (botanika)
- Mednarodni kodeks nomenklature za gojene rastline
- Mednarodni indeks imen rastlin : navaja imena objavljenih semenk in praproti
- Mednarodno združenje za taksonomijo rastlin
- Paleobotanika